# Ella (cantante)
Ella Viana de Holanda (Guajará-Mirim, 8 de octubre de 1997), conocida como Ella y anteriormente como Jotta A, es una cantante y compositora brasileña de reguetón y pop.
Comenzó su carrera muy temprano, en 2003 lanzó el álbum Sou Um Milagre con solo 6 años de edad. A los 12 años participó en un programa de televisión donde se hizo conocida por su facilidad para llegar a los tonos agudos. Después de ganar firmó un contrato con la discográfica Central Gospel, con la que lanzó el álbum Essência, que le valió varias nominaciones para el Promessas Trophy. En 2013 lanzó el álbum Geração de Jesus, con la participación de la cantante Daniela Araújo como productora musical, álbum que fue nominado para un Grammy Latino al año siguiente.
En 2018, lanzó su primer álbum en español, "Muéstrame Tu Gloria", cuya canción principal del álbum ya acumula varios millones de visitas en Youtube, siendo un gran éxito entre los países que hablan este idioma.

## Biografía
Ella se hizo conocida a nivel nacional en un concurso de canto, en el Programa Raul Gil en 2011. Después de ganar el programa, fue contratada por la discográfica Central Gospel Music con la que lanzó su primer álbum, llamado Essência, que ha vendido más de ochenta mil copias y ha sido certificado platino.
El 7 de febrero de 2011 participó en la grabación del DVD Ao Deus das Causas Impossíveis con Davi Sacer y Ministério Apascentar, un grupo que la cantante admira.
En los premios Troféu de Ouro, Ella ganó el premio a la Mejor Cantante. Fue nominada en varias categorías en el Promessas Trophy en 2012, entre ellas  Artista Revelación, Mejor cantante y Mejor álbum, con Essência, y se llevó el premio en la categoría de  Artista Revelación.
En 2013, lanzó Geração de Jesus, álbum producido por la cantante Daniela Araújo y Jorginho Araújo, el cual contiene algunas canciones escritas con Daniela. El portal de música cristiana O Propagador lo caracterizó como una búsqueda de la identidad de la cantante, notable por la influencia de Daniela Araújo en el repertorio, que también tiene en cuenta su paso por la pubertad y los efectos que tuvo en su voz, arriesgando nuevos elementos de sonido en relación con su álbum anterior. El disco vendió 30.000 copias en pocos días.
En 2014, el álbum fue nominado para un Grammy Latino al Mejor Álbum de Música Cristiana (en Portugués), pero perdió ante Graça, de Aline Barros.
En 2017, Ella lanzó el álbum Recomeçar, que representaba su regreso al mercado musical. El álbum, cuya producción fue firmada por Jeziel Assunção y William Augusto, contó con el sencillo  Princípio e Fim. Shirley Carvalhaes y Matheus Bird también participaron en el proyecto. En 2020, lanzó el tema «911», en el que colaboró con Rubinsky RBK y Daniela Araújo.
En 2022, lanzaría «Edén», su primer sencillo después de haber salido del armario como mujer trans. En 2023, para celebrar su transición de género como mujer y su nuevo nombre, Ella Viana, lanzó un álbum titulado La Dracula, luego en ese año lanzaria tambien un sencillo titulado Pesadona.
Ya como "Ella" en 2024 lanzo un sencillo dedicado a su madre titulado "Mae" o "Madre" en español, En 2025 también en lanzo sencillos como "Amor á Luz do Dia" y "Amores Turistas". 

## Vida personal
En 2020, salió del armario en sus redes sociales, distanciándose así del cristianismo evangélico. Más adelante, identificándose como mujer y defendiendo su identidad de género, participó en eventos de índole cristiana como mujer. En 2023, reveló que mientras se dedicaba a la música cristiana consumió drogas y mantuvo una vida promiscua y desordenada. Reveló también que para 2024 su nombre artístico sería "Ella". En 2024 cambio su nombre de "Jotta A" a "Ella", en todas sus redes sociales.

## Discografía
- 2003: Soy Un Milagro
- 2012: Essência
- 2013: Guerrero  de Jesús
- 2017: Recomeçar
- 2018: Muéstrame Tu Glória
- 2019: Yo Navegaré
- 2021: Noel, Vol.1
- 2023: La Drácula

## Premios y nominaciones
Trofeo Promesas
| Categoría               | Resultado |
| ----------------------- | --------- |
| Revelación              | Ganadora  |
| Mejor CD (por Essência) | Nominada  |
| Mejor cantante          | Nominada  |

Grammy Latino
| Categoría                                                           | Resultado |
| ------------------------------------------------------------------- | --------- |
| Mejor álbum de música cristiana en portugués (por Geração de Jesus) | Nominada  |